# Governatore del Kentucky
Il Governatore del Commonwealth del Kentucky (in inglese: Governor of the Commonwealth of Kentucky) è il capo del governo dello stato statunitense del Kentucky nonché comandante in capo delle forze armate dello Stato. Il suo mandato dura quattro anni ed è rinnovabile una sola volta consecutivamente per poi diventare ineleggibile per i successivi quattro anni. Le funzioni e i compiti del governatore sono definiti dalla Costituzione del Kentucky, adottata nella sua forma corrente nel 1891.
L'attuale governatore è il democratico Andy Beshear, in carica dal 10 dicembre 2019.

## Qualifiche
Per essere eleggibili occorre avere almeno trenta anni di età e aver soggiornato nello stato per almeno i sei anni precedenti alle elezioni.

## Elenco
Partiti politici: 

  Democratico-Repubblicano (9)
  Nazionale Repubblicano (2)
  Democratico (36)
  Whig (6)
  Know Nothing (1)
  Repubblicano (9)
| N. | Foto         | Governatore                        | Mandato          | Mandato          | Termini      | Vicegovernatore         | Vicegovernatore        |
| N. | Foto         | Governatore                        | Inizio           | Termine          | Termini      | Vicegovernatore         | Vicegovernatore        |
| -- | ------------ | ---------------------------------- | ---------------- | ---------------- | ------------ | ----------------------- | ---------------------- |
| 1  |              | Isaac Shelby (1750-1826)           | 4 giugno 1792    | 7 giugno 1796    | 1 (1792)     | Nessuno                 | Nessuno                |
| 2  |              | James Garrard (1749-1822)          | 7 giugno 1796    | 5 settembre 1804 | 1 (1796)     | Nessuno                 | Nessuno                |
| 2  | 2 (1799)     | James Garrard (1749-1822)          | 7 giugno 1796    | 5 settembre 1804 |              | Alexander Scott Bullitt |                        |
| 3  |              | Christopher Greenup (c. 1750-1818) | 5 settembre 1804 | 1 settembre 1808 | 1 (1803)     |                         | John Caldwell          |
| 3  | Thomas Posey | Christopher Greenup (c. 1750-1818) | 5 settembre 1804 | 1 settembre 1808 | 1 (1803)     |                         |                        |
| 4  |              | Charles Scott (1739-1813)          | 1 settembre 1808 | 24 agosto 1812   | 1 (1807)     |                         | Gabriel Slaughter      |
| 5  |              | Isaac Shelby (1750-1826)           | 24 agosto 1812   | 5 settembre 1816 | 1 (1811)     |                         | Richard Hickman        |
| 6  |              | George Madison (1763-1816)         | 5 settembre 1816 | 14 ottobre 1816  | 1⁄2 (1815)   |                         | Gabriel Slaughter      |
| 7  |              | Gabriel Slaughter (1767-1830)      | 14 ottobre 1816  | 29 agosto 1820   | 1⁄2 (1815)   | Vacante                 | Vacante                |
| 8  |              | John Adair (1757-1840)             | 29 agosto 1820   | 24 agosto 1824   | 1 (1819)     |                         | William T. Barry       |
| 9  |              | Joseph Desha (1768-1842)           | 24 agosto 1824   | 26 agosto 1828   | 1 (1823)     |                         | Robert B. McAfee       |
| 10 |              | Thomas Metcalfe ()                 | 26 agosto 1828   | 4 settembre 1832 | 1 (1827)     |                         | John Breathitt         |
| 11 |              | John Breathitt (1786-1834)         | 4 settembre 1832 | 21 febbraio 1834 | 1⁄2 (1831)   |                         | James T. Morehead      |
| 12 |              | James T. Morehead ()               | 21 febbraio 1834 | 30 agosto 1836   | 1⁄2 (1831)   | Vacante                 | Vacante                |
| 13 |              | James Clark (1779-1839)            | 30 agosto 1836   | 27 agosto 1839   | 1⁄2 (1835)   |                         | Charles A. Wickliffe   |
| 14 |              | Charles A. Wickliffe (1788-1869)   | 27 agosto 1839   | 2 settembre 1840 | 1⁄2 (1835)   | Vacante                 | Vacante                |
| 15 |              | Robert P. Letcher (1788-1861)      | 2 settembre 1840 | 4 settembre 1844 | 1 (1839)     |                         | Manlius V. Thomson     |
| 16 |              | William Owsley (1782-1862)         | 4 settembre 1844 | 6 settembre 1848 | 1 (1843)     |                         | Archibald Dixon        |
| 17 |              | John J. Crittenden (1786-1863)     | 6 settembre 1848 | 31 luglio 1850   | 1⁄2 (1847)   |                         | John L. Helm           |
| 18 |              | John L. Helm (1802-1867)           | 31 luglio 1850   | 2 settembre 1851 | 1⁄2 (1847)   | Vacante                 | Vacante                |
| 19 |              | Lazarus W. Powell (1812-1867)      | 2 settembre 1851 | 4 settembre 1855 | 1 (1851)     |                         | John B. Thompson       |
| 20 |              | Charles S. Morehead (1802-1868)    | 4 settembre 1855 | 30 agosto 1859   | 1 (1855)     |                         | James G. Hardy         |
| 21 |              | Beriah Magoffin (1815-1885)        | 30 agosto 1859   | 18 agosto 1862   | 1⁄2 (1859)   |                         | Linn Boyd              |
| 21 | Vacante      | Beriah Magoffin (1815-1885)        | 30 agosto 1859   | 18 agosto 1862   | 1⁄2 (1859)   |                         |                        |
| 22 |              | James F. Robinson (1800-1882)      | 18 agosto 1862   | 1 settembre 1863 | 1⁄2 (1859)   | Vacante                 | Vacante                |
| 23 |              | Thomas E. Bramlette (1817-1875)    | 1 settembre 1863 | 3 settembre 1867 | 1 (1863)     |                         | Richard T. Jacob       |
| 24 |              | John L. Helm (1802-1867)           | 3 settembre 1867 | 8 settembre 1867 | 1⁄2 (1867)   |                         | John W. Stevenson      |
| 25 |              | John W. Stevenson (1812-1886)      | 8 settembre 1867 | 3 febbraio 1871  | 1⁄2 (1867)   | Vacante                 | Vacante                |
| 25 | 1⁄2 (1868)   | John W. Stevenson (1812-1886)      | 8 settembre 1867 | 3 febbraio 1871  |              | Vacante                 | Vacante                |
| 26 |              | Preston H. Leslie (1819-1907)      | 3 febbraio 1871  | 31 agosto 1875   | Vacante      | Vacante                 |                        |
| 26 | 1 (1871)     | Preston H. Leslie (1819-1907)      | 3 febbraio 1871  | 31 agosto 1875   |              | John G. Carlisle        |                        |
| 27 |              | James B. McCreary (1838-1918)      | 31 agosto 1875   | 2 settembre 1879 | 1 (1875)     |                         | John C. Underwood      |
| 28 |              | Luke P. Blackburn (1816-1887)      | 2 settembre 1879 | 5 settembre 1883 | 1 (1879)     |                         | James E. Cantrill      |
| 29 |              | J. Proctor Knott (1830-1911)       | 5 settembre 1883 | 30 agosto 1887   | 1 (1883)     |                         | James R. Hindman       |
| 30 |              | Simon Bolivar Buckner (1823-1914)  | 30 agosto 1887   | 2 settembre 1891 | 1 (1887)     |                         | James W. Bryan         |
| 31 |              | John Young Brown (1835-1904)       | 2 settembre 1891 | 10 dicembre 1895 | 1 (1891)     |                         | Mitchell C. Alford     |
| 32 |              | William O. Bradley (1847-1914)     | 10 dicembre 1895 | 12 dicembre 1899 | 1 (1895)     |                         | William J. Worthington |
| 33 |              | William S. Taylor (1853-1928)      | 12 dicembre 1899 | 30 gennaio 1900  | 1⁄3 (1899)   |                         | John Marshall          |
| 34 |              | William Goebel (1856-1900)         | 30 gennaio 1900  | 3 febbraio 1900  | 1⁄3 (1899)   |                         | J. C. W. Beckham       |
| 35 |              | J. C. W. Beckham (1869-1940)       | 3 febbraio 1900  | 10 dicembre 1907 | 1⁄3 (1899)   | Vacante                 | Vacante                |
| 35 | 1⁄2 (1900)   | J. C. W. Beckham (1869-1940)       | 3 febbraio 1900  | 10 dicembre 1907 |              | Vacante                 | Vacante                |
| 35 | 1 (1903)     | J. C. W. Beckham (1869-1940)       | 3 febbraio 1900  | 10 dicembre 1907 |              | William P. Thorne       |                        |
| 36 |              | Augustus E. Willson (1846-1931)    | 10 dicembre 1907 | 12 dicembre 1911 | 1 (1907)     |                         | William Hopkinson Cox  |
| 37 |              | James B. McCreary (1838-1918)      | 12 dicembre 1911 | 7 dicembre 1915  | 1 (1911)     |                         | Edward J. McDermott    |
| 38 |              | Augustus O. Stanley (1867-1958)    | 7 dicembre 1915  | 19 maggio 1919   | 1⁄2 (1915)   |                         | James D. Black         |
| 39 |              | James D. Black (1849-1938)         | 19 maggio 1919   | 9 dicembre 1919  | 1⁄2 (1915)   | Vacante                 | Vacante                |
| 40 |              | Edwin P. Morrow (1877-1935)        | 9 dicembre 1919  | 11 dicembre 1923 | 1 (1919)     |                         | S. Thruston Ballard    |
| 41 |              | William J. Fields (1874-1954)      | 11 dicembre 1923 | 13 dicembre 1927 | 1 (1923)     |                         | Henry Denhardt         |
| 42 |              | Flem D. Sampson (1875-1967)        | 13 dicembre 1927 | 8 dicembre 1931  | 1 (1927)     |                         | James Breathitt, Jr.   |
| 43 |              | Ruby Laffoon (1869-1941)           | 8 dicembre 1931  | 10 dicembre 1935 | 1 (1931)     |                         | A. B. "Happy" Chandler |
| 44 |              | A. B. "Happy" Chandler (1898-1991) | 10 dicembre 1935 | 9 ottobre 1939   | 1⁄2 (1935)   |                         | Keen Johnson           |
| 45 |              | Keen Johnson (1896-1970)           | 9 ottobre 1939   | 7 dicembre 1943  | 1⁄2 (1935)   | Vacante                 | Vacante                |
| 45 | 1 (1939)     | Keen Johnson (1896-1970)           | 9 ottobre 1939   | 7 dicembre 1943  |              | Rodes K. Myers          |                        |
| 46 |              | Simeon S. Willis (1879-1965)       | 7 dicembre 1943  | 9 dicembre 1947  | 1 (1943)     |                         | Kenneth H. Tuggle      |
| 47 |              | Earle C. Clements (1896-1985)      | 9 dicembre 1947  | 27 novembre 1950 | 1⁄2 (1947)   |                         | Lawrence W. Wetherby   |
| 48 |              | Lawrence W. Wetherby (1908-1994)   | 27 novembre 1950 | 13 dicembre 1955 | 1⁄2 (1947)   | Vacante                 | Vacante                |
| 48 | 1 (1951)     | Lawrence W. Wetherby (1908-1994)   | 27 novembre 1950 | 13 dicembre 1955 |              | Emerson Beauchamp       |                        |
| 49 |              | A. B. "Happy" Chandler (1898-1991) | 13 dicembre 1955 | 8 dicembre 1959  | 1 (1955)     |                         | Harry Lee Waterfield   |
| 50 |              | Bert T. Combs (1911-1991)          | 8 dicembre 1959  | 10 dicembre 1963 | 1 (1959)     |                         | Wilson Wyatt           |
| 51 |              | Edward T. Breathitt (1924-2003)    | 10 dicembre 1963 | 12 dicembre 1967 | 1 (1963)     |                         | Harry Lee Waterfield   |
| 52 |              | Louie B. Nunn (1924-2004)          | 12 dicembre 1967 | 7 dicembre 1971  | 1 (1967)     |                         | Wendell H. Ford        |
| 53 |              | Wendell H. Ford (1924-2015)        | 7 dicembre 1971  | 28 dicembre 1974 | 1⁄2 (1971)   |                         | Julian M. Carroll      |
| 54 |              | Julian M. Carroll (1931-2023)      | 28 dicembre 1974 | 11 dicembre 1979 | 1⁄2 (1971)   | Vacante                 | Vacante                |
| 54 | 1 (1975)     | Julian M. Carroll (1931-2023)      | 28 dicembre 1974 | 11 dicembre 1979 |              | Thelma Stovall          |                        |
| 55 |              | John Y. Brown Jr. (1933-2022)      | 11 dicembre 1979 | 13 dicembre 1983 | 1 (1979)     |                         | Martha Layne Collins   |
| 56 |              | Martha Layne Collins (1936-)       | 13 dicembre 1983 | 8 dicembre 1987  | 1 (1983)     |                         | Steve Beshear          |
| 57 |              | Wallace G. Wilkinson (1941-2002)   | 8 dicembre 1987  | 10 dicembre 1991 | 1 (1987)     |                         | Brereton Jones         |
| 58 |              | Brereton C. Jones (1939-)          | 10 dicembre 1991 | 12 dicembre 1995 | 1 (1991)     |                         | Paul E. Patton         |
| 59 |              | Paul E. Patton (1937-)             | 12 dicembre 1995 | 9 dicembre 2003  | 1 (1995)     |                         | Steve Henry            |
| 59 | 2 (1999)     | Paul E. Patton (1937-)             | 12 dicembre 1995 | 9 dicembre 2003  |              |                         | Steve Henry            |
| 60 |              | Ernie Fletcher (1952-)             | 9 dicembre 2003  | 11 dicembre 2007 | 1 (2003)     |                         | Steve Pence            |
| 61 |              | Steve Beshear (1944-)              | 11 dicembre 2007 | 8 dicembre 2015  | 1 (2007)     |                         | Daniel Mongiardo       |
| 61 | 2 (2011)     | Steve Beshear (1944-)              | 11 dicembre 2007 | 8 dicembre 2015  |              | Jerry Abramson          |                        |
| 61 | 2 (2011)     | Steve Beshear (1944-)              | 11 dicembre 2007 | 8 dicembre 2015  | Crit Luallen |                         |                        |
| 62 |              | Matt Bevin (1967-)                 | 8 dicembre 2015  | 10 dicembre 2019 | 1 (2015)     |                         | Jenean Hampton         |
| 63 |              | Andy Beshear (1977-)               | 10 dicembre 2019 | in carica        | 1 (2019)     |                         | Jacqueline Coleman     |
| 63 | 2 (2023)     | Andy Beshear (1977-)               | 10 dicembre 2019 | in carica        |              |                         | Jacqueline Coleman     |